# (12479) Ohshimaosamu
(12479) Ohshimaosamu est un astéroïde de la ceinture principale.

## Description
(12479) Ohshimaosamu est un astéroïde de la ceinture principale. Il fut découvert le 5 mars 1997 à Kitt Peak par le projet Spacewatch. Il présente une orbite caractérisée par un demi-grand axe de 2,28 UA, une excentricité de 0,04 et une inclinaison de 5,9° par rapport à l'écliptique.

## Compléments